# بدترین چیزی که می‌تواند اتفاق بیفتد چیست؟
بدترین چیزی که می‌تواند اتفاق بیفتد چیست؟ (به انگلیسی: What's the worst could happen) یک فیلم کمدی آمریکایی به کارگردانی سام وایزمن است که در ۱ ژوئن ۲۰۰۱ در آمریکا به نمایش درآمد.

## چکیده داستان
یک بازرگان ثروتمند سارقی را در خانه اش غافلگیر می‌کند و حلقه خوش شانسی سارق را از او می‌دزدد. سارق هر کاری می‌کند تا حلقه اش را پس بگیرد.
این هم مثل سایر فیلم‌های آمریکایی سرشار از هیجان و جذابیت هست. فیلم نامه قوی و بازیگرای خوب این فیلم بر جذابیت این فیلم اضافه میکننه و میتونه توجه هر بیننده ای رو به خودش جلب کنه.

## بازیگران
- مارتین لارنس در نقش کوین کافری
- دنی دیویتو در نقش مکس فیربنکس
- جان لگویزامو در نقش برگر
- گلن هدری در نقش گلوریا سایدل
- کارمن ایجوگو در نقش امبر بلهافن
- برنی مک در نقش عمو جک
- لری میلر در نقش ارل ردبرن
- نورا دان در نقش لوتتیا فیربنکز
- ریچارد شیف در نقش والتر گرینباوم
- ویلیام فیچتنر در نقش دت. الکسی تاردیو
- آنا گاستیر در نقش ان ماری
- جی کیو در نقش شلی نیاکس
- سیوبهان فالون هوگان در نقش ادوینا